# あさいあみ
あさい あみ（1992年6月19日 - ）は、日本のタレント、グラビアアイドル。
大阪府東大阪市出身。アライブエンタテインメント所属を経て、現在はMy way promotion（マイウェイプロモーション）所属｡

## 略歴
知人の勧めで芸能界デビュー。関西地区では爆乳を売りに、バラエティー番組に出演したが、競争社会で戦いたいと2015年に上京。
2017年に芸名を麻生亜実（読みは“あそう あみ だったが、本人があさい あみ と読んでしまい あさい あみ となった”）から、あさい あみへと改名した。
2018年3月26日に初写真集『BEGIN』（講談社、撮影：佐藤健）を発売した。
2024年6月、約2年間、100回を超えた連載を続けたアサヒ芸能「あさいあみの釣りぱい日記」が最終回を迎えた。編集部からのねぎらいで、最終回掲載の同年6月27日特大号では表紙を担当した。なお、発売が誕生日直前となったのは全くの偶然。

## 人物
- 趣味は晴れの日に散歩して雨の日に恍惚を感じること。
- 高校時代は陸上部に在籍。
- ペット　犬（チワワ）、名前はモー子（牛のような模様をしている為、名付けた）
- 好きな色はピンク。
- 中学時代ですでにGカップまで育っており、修学旅行先の沖縄で海に入ろうとしたところ、男性教師から「オマエは水着になるな」と制止を受けたうえに、学校で「おっぱいデカ過ぎて海に入れない」と黒板に書かれる辱めを受けたことがあるとのこと[6]。
- 『DTテレビ』では、DT（童貞）を誘惑するPacoちゃん役で出演しサービス精神旺盛な発言を繰り返していることから、MCの徳井義実からあみ先生と呼ばれている[7]。同番組内では「最後のテレビ出演かも」と2017年内を以って芸能界引退を発表していた（同年内に所属していたアライブエンタテインメントも退社した）。しかし同番組では将来の芸能界復帰も示唆しており、翌2018年3月24日に初のヘアヌード写真集『BEGIN』ですぐさま芸能界復帰[8]、現在はMy way promotion所属で芸能活動を継続中。
- 仲の良いグラビアアイドル吉野七宝実と一緒に2021年にファッションブランドBOMULを立ち上げた。また、吉野と一緒に定期的に漁師飯会（自分達で釣った魚を料理してふるまう会）を実施している。
- 釣具メーカーDUELより2024年200個限定生産で、あさいあみカラーのルアー（ハート柄）とエギ（牛柄）を発売したが、即完売となった。

## 出演

### テレビ
- ナニコレ珍百景 再現VTR出演 - テレビ朝日
- パチＦＵＮ ゲスト出演 - テレビ大阪
- ビーバップ!ハイヒール - ABC
- 特命係長 只野仁ファイナル - テレビ朝日
- シャバダバの空に - KTV
- 年末ジャンボジャルやるっ!- KTV
- オススメイベント情報 - J:COM
- 純白ビキニ学園 -アクトビラ
- つんつべ - TOKYO MX
- 愛しのメロンパン - CS朝日
- 吉本新喜劇 -ABC
- ワールドコレクションゴールド- ＭＢＳ
- 芸人ゴットファーザー -KTV
- ゴッドタン〜The God Tongue 神の舌〜（2017年7月9日、テレビ東京）
- イージーフィッシング - TOKYO MX、テレビ神奈川、テレビ埼玉、千葉テレビ（2019年4月6日）
- ガチ釣り- テレビ神奈川、テレビ埼玉、サンテレビ、テレQ (2019年9月)

### ウェブドラマ
- 全裸監督2（2021年6月24日 全話配信、Netflix） - 第2話、第3話

### 雑誌
- 週刊プレイボーイ
- 特冊新鮮組DX
- ドカント
- CHUッスペシャル
- エンタテインメントDASH
- エキサイター
- FLASH
- ビージーン
- 黄金のGT
- 週刊実話
- BUBUKA
- BLACK BOX
- 月刊ENTAME
- クリーム
- スコラ
- 週刊アサヒ芸能

### WEB
- 仲村みうのグラドルチェック 週刊プレイボーイモバイル
- 制服美少女図鑑
- 現役女子高生グラビア
- 妄想マンデー
- DTテレビ （2017年 - 、AbemaTV）Pacoちゃん役
- 柴田地球防衛隊〜地球を守るのは僕らだ〜（2016年 - 2017年、AbemaTV）
- 360°まる見え! VRアイドル水泳大会（2019年9月13日、フジテレビオンデマンド）[9]
- YouTube ぎゃるパイチャンネル
- YouTube あみちゃんのもっと釣りたい
- ラジオクロニクル 爆乳チャンネル
- stand.fm 好き勝手ラジオ

### CM
- 開放倉庫
- ガチ釣り
- DUEL （魚に見えないピンクフロロ）

### DVD
- あさちん H!（2010年7月30日、彩文館出版）
- しらたま（2010年10月20日、ラインコミュニケーションズ）
- pure smile（2011年1月28日、竹書房）
- SHINE（2011年4月27日、マックス）
- 19グラマラス（2011年8月19日、イーネット・フロンティア）
- 果汁200％BODY（2011年12月25日、エアーコントロール）
- 恋愛密度（2014年4月26日、ギルド）
- 〜果実が熟れるとき〜 麻生亜実（2014年8月29日、シャイニングスター）
- あみは恋泥棒！（2014年12月26日、シャイニングスター）
- Full★Body（2015年12月18日、スパイスビジュアル）
- 素敵なお姉さん（2016年12月25日、エアーコントロール）
- 秘密の関係（2019年9月27日、スパイスビジュアル）

### 写真集
- BEGIN（2018年3月26日、講談社、撮影：佐藤健）ISBN 978-4062209953

### フォトブック
- 釣りグラっ！（2023年、出演：吉野七宝実&あさいあみ　撮影場所：八丈島）
- 釣りグラっ！2（2025年、出演：吉野七宝実&あさいあみ　撮影場所：北海道）